# Aleksander Kotsis
Aleksander Kotsis (ur. 30 maja 1836 na Ludwinowie, obecnie część Krakowa; zm. 7 sierpnia 1877 w Podgórzu, obecnie dzielnicy Krakowa) – polski malarz.

## Życiorys

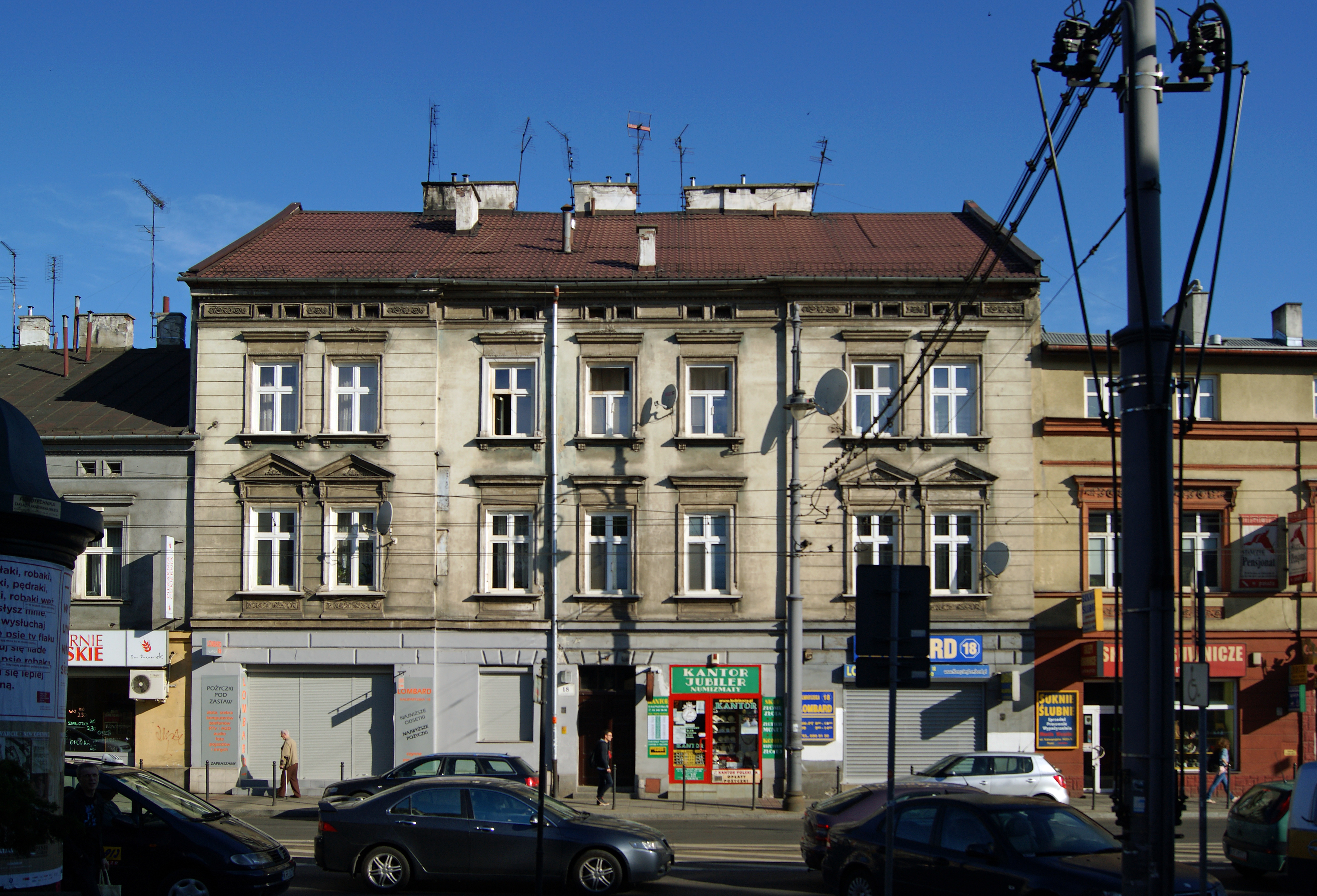
Kamienica w której
mieszkał Aleksander Kotsis.
Kraków-Podgórze, ul. Kalwaryjska 18.

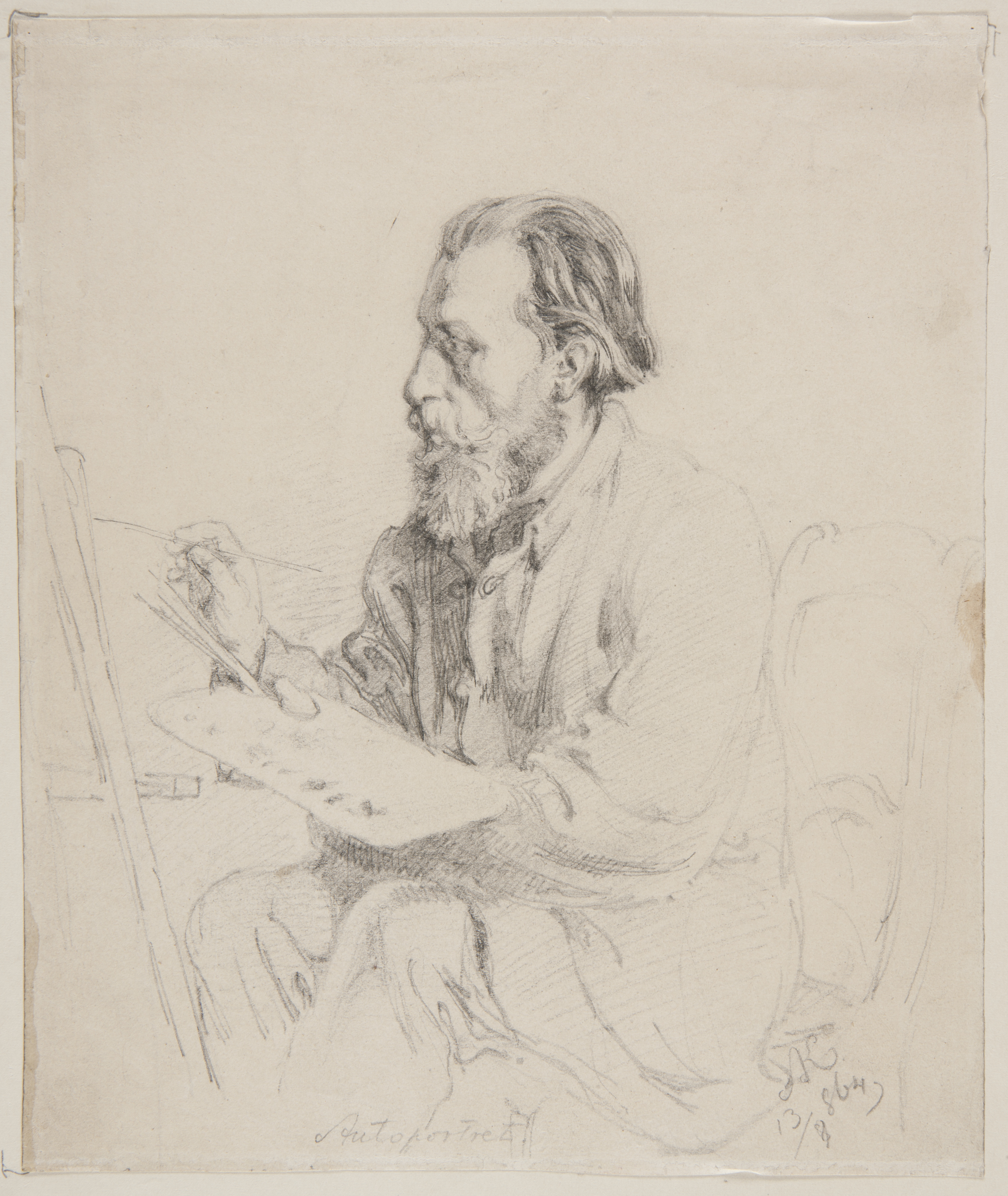
Portret własny przy sztalugach, 1864, Muzeum Narodowe w Krakowie

Aleksander Kotsis był chłopskiego pochodzenia. Ojciec malarza przybył w okolice Krakowa ze Spiszu, osiadł w Ludwinowie, gdzie prowadził gospodarstwo rolne. W 1846 roku przeprowadził się z rodziną do Podgórza i zajął się handlem.
 Aleksander w latach 1843-1849 uczył się w podgórskiej szkole powszechnej. Od 1850 studiował w krakowskiej Szkole Sztuk Pięknych pod kierunkiem Stattlera, Łuszczkiewicza i Aleksandra Płonczyńskiego.

W czasie studiów przyjaźnił się m.in. z Janem Matejką, Andrzejem Grabowskim oraz Arturem Grottgerem. W 1857 roku zadebiutował jako malarz w krakowskim Towarzystwie Przyjaciół Sztuk Pięknych wystawiając pierwsze swoje prace. W 1860 dzięki otrzymanemu stypendium wyjechał do Wiednia na dalsze studia w tamtejszej Akademii, prawdopodobnie u Ferdinanda Georga Waldmüllera.
W roku 1862 powrócił do Krakowa. W okresie poprzedzającym powstanie styczniowe związał się z grupą patriotycznej młodzieży, która spotykała się w pracowni rzeźbiarskiej Parysa Filippiego w klasztorze franciszkanów.
 Mieszkając na stałe w Podgórzu (wtedy Wolne Królewskie Miasto Podgórze, od 1915 część Krakowa) przy ul. Kalwaryjskiej 18, podróżował po Francji i Niemczech oraz po Podhalu i Tatrach. Po otrzymaniu kolejnego stypendium w roku 1866 wyjechał do Warszawy, w roku 1867 do Paryża i Brukseli. W latach 1871–1875 przebywał w Monachium, gdzie został członkiem tamtejszego Kunstvereinu.
W 1875 roku powrócił do Podgórza. Cierpiał na zaniki pamięci spowodowane chorobą psychiczną. Nieuleczalna choroba uniemożliwiła mu dalszą działalność artystyczną.
Zmarł w 1877 roku. Pochowany został na starym cmentarzu Podgórskim, dokładna lokalizacja grobu jest nieznana.

## Twórczość
Malował pejzaże, wnętrza, portrety oraz sceny rodzajowe z życia wsi z okolic Krakowa i Podhala, epizody powstańcze. Jego obrazy z reguły charakteryzował niewielki format. Prezentował malarstwo romantyczne i realistyczne jednocześnie.
Jego obrazy znajdują się w zbiorach wielu oddziałów Muzeum Narodowego w Polsce, w Muzeum Śląskim w Katowicach, a także w Lwowskiej Galerii Sztuki.
- Wnętrze izby, Muzeum Narodowe w Sukiennicach, Kraków
- Portret Jana Zawiejskiego, Muzeum Narodowe w Sukiennicach, Kraków
- Głowy dwóch dziewcząt, Muzeum Narodowe w Sukiennicach, Kraków
- Portret Habera, Muzeum Narodowe w Sukiennicach, Kraków
- Autoportret, Muzeum Narodowe w Sukiennicach, Kraków
- Portret nieznanej kobiety, Muzeum Narodowe w Sukiennicach, Kraków
- Chłopiec strzelający z klucza, Muzeum Narodowe w Sukiennicach, Kraków
- Rodzina góralska, Muzeum Narodowe w Sukiennicach, Kraków
- Portret malarki Józefiny Geppert, Muzeum Narodowe w Sukiennicach, Kraków
- Kłótnia Cyganów, Muzeum Narodowe w Sukiennicach, Kraków
- Góral w chacie, Muzeum Narodowe w Sukiennicach, Kraków
- Sierota, Muzeum Narodowe w Sukiennicach, Kraków
- Góral przed Szałasem, Muzeum Narodowe w Sukiennicach, Kraków
- Cyganie, Muzeum Narodowe w Sukiennicach, Kraków
- Krajobraz tatrzański, Giewont, Muzeum Narodowe w Sukiennicach, Kraków
- Zachód słońca – kosiarz, 1864, Muzeum Narodowe w Sukiennicach, Kraków
- Alegoria roku 1861, 1864
- Wywiezienie księdza Brzóski z Łukowa, 1864
- Śmierć na zesłaniu, 1864
- Mechanik, 1865
- Młyn w Prądniku, 1865–1870, Muzeum Śląskie w Katowicach
- Łacha piasku, Muzeum Narodowe w Sukiennicach, Kraków
- Matula pomarli, 1868, Galeria Obrazów, Lwów
- Pogorzelcy w Wiśniczu, 1868
- Ostatnia chudoba, 1870, Muzeum Narodowe, Warszawa
- Góral, 1870, Muzeum Śląskie w Katowicach
- Dzieci z osiołkiem, ok. 1870, Galeria Obrazów, Lwów
- W szynku, ok. 1870, Galeria Obrazów, Lwów
- Rudowłosa, ok. 1870, Muzeum Sztuki, Łódź
- Giewont I, ok. 1870, Muzeum Narodowe, Warszawa
- Portret mnicha, 1870, Muzeum Narodowe, Gdańsk
- Neapolitanka (Włoszka), ok. 1870, Muzeum Śląskie w Katowicach
- Dzieci przed chatą, 1872, Muzeum Narodowe, Warszawa
- Lato, 1872
- Wycieczka w Tatry, 1873, Muzeum Narodowe w Sukiennicach, Kraków
- Dziewczynka z lalką, 1873, Muzeum Narodowe, Warszawa
- Dzieci w lesie, 1873, Muzeum Narodowe, Poznań

## Upamiętnienie
- Jest patronem ulicy w Krakowie w XI dzielnicy Wola Duchacka

## Galeria

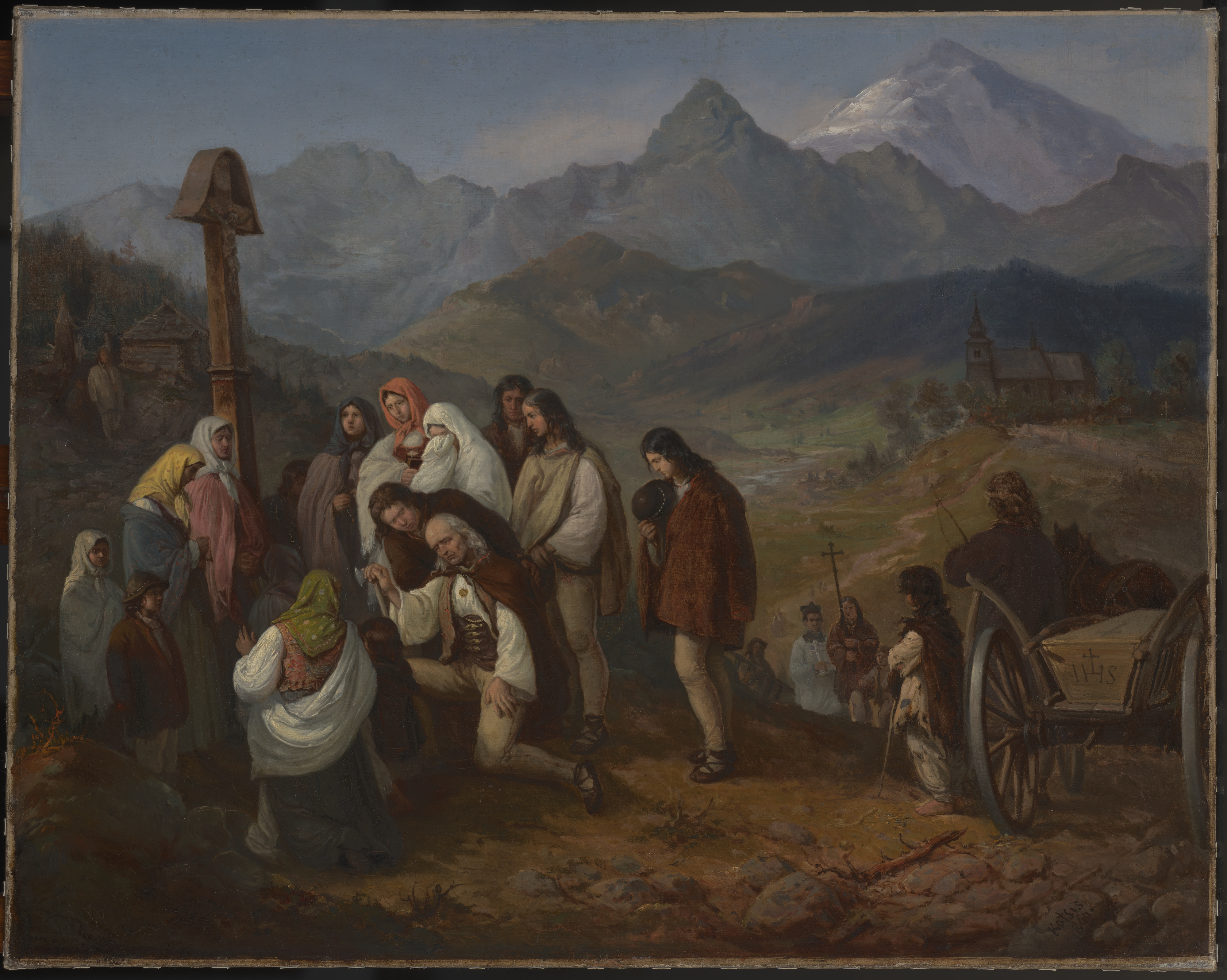
Pogrzeb górala, 1860, Muzeum Narodowe w Krakowie
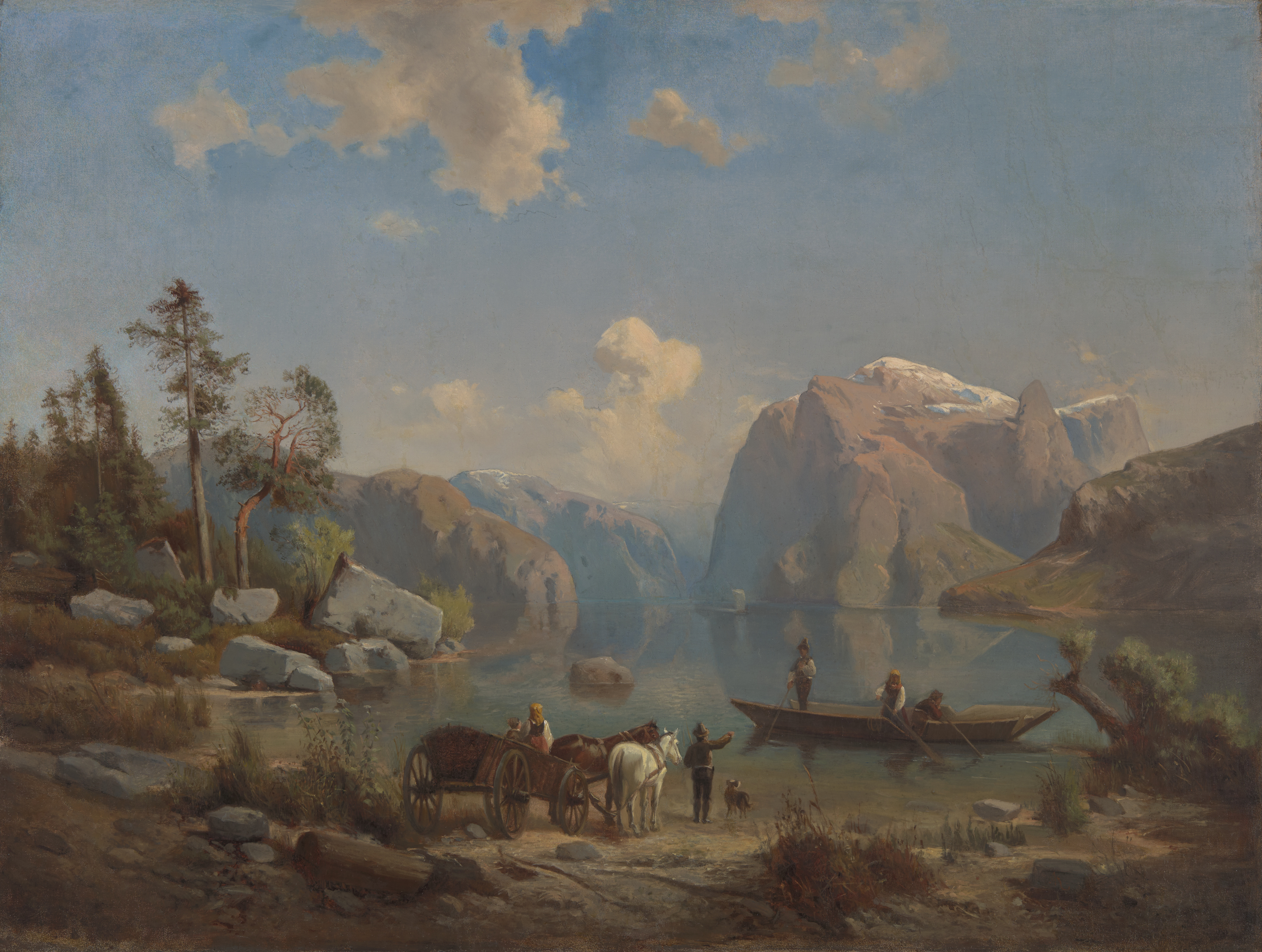
Pejzaż górski z jeziorem, 1860, Muzeum Narodowe w Krakowie
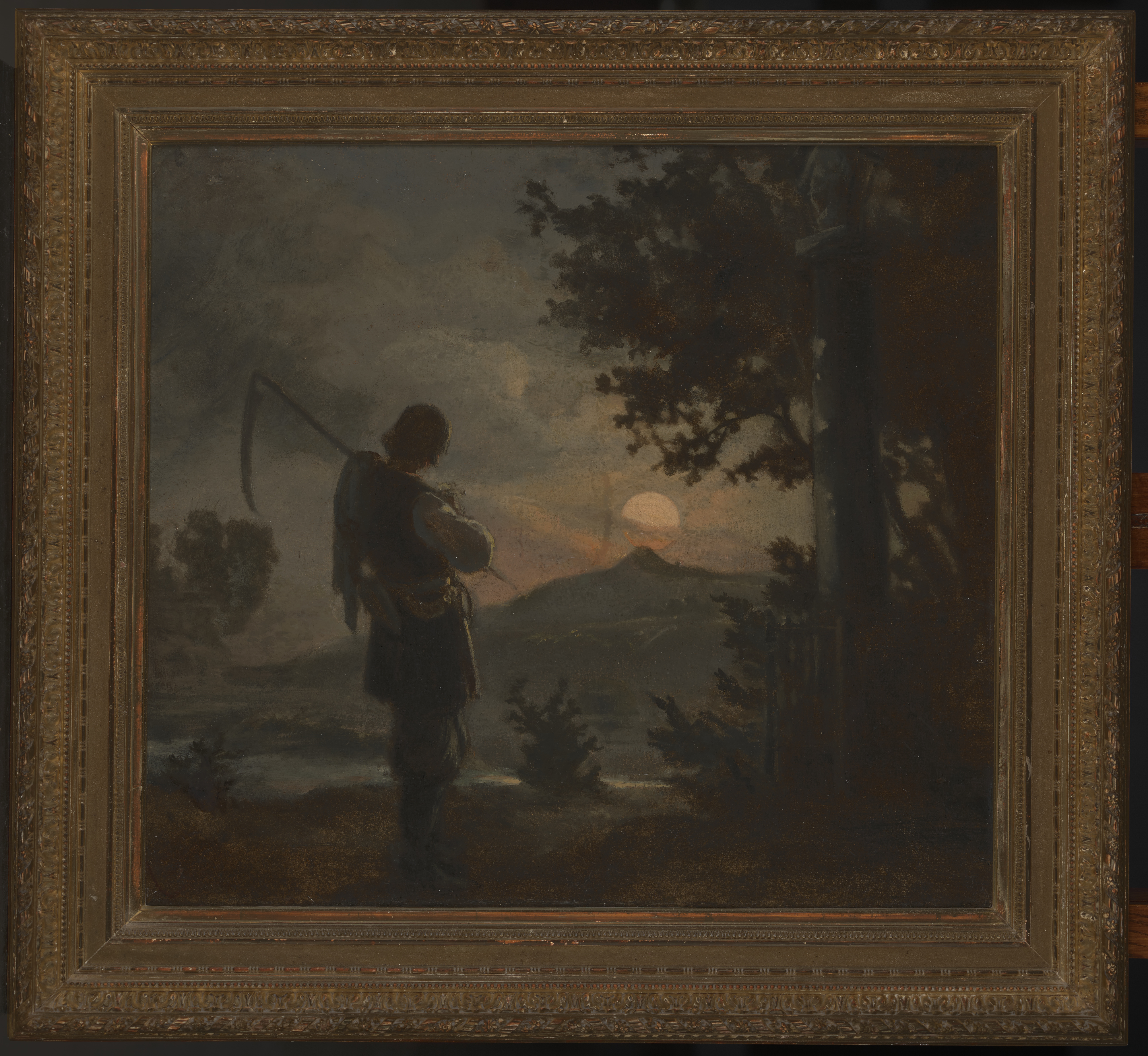
Kosiarz, 1860–1862, Muzeum Narodowe w Krakowie
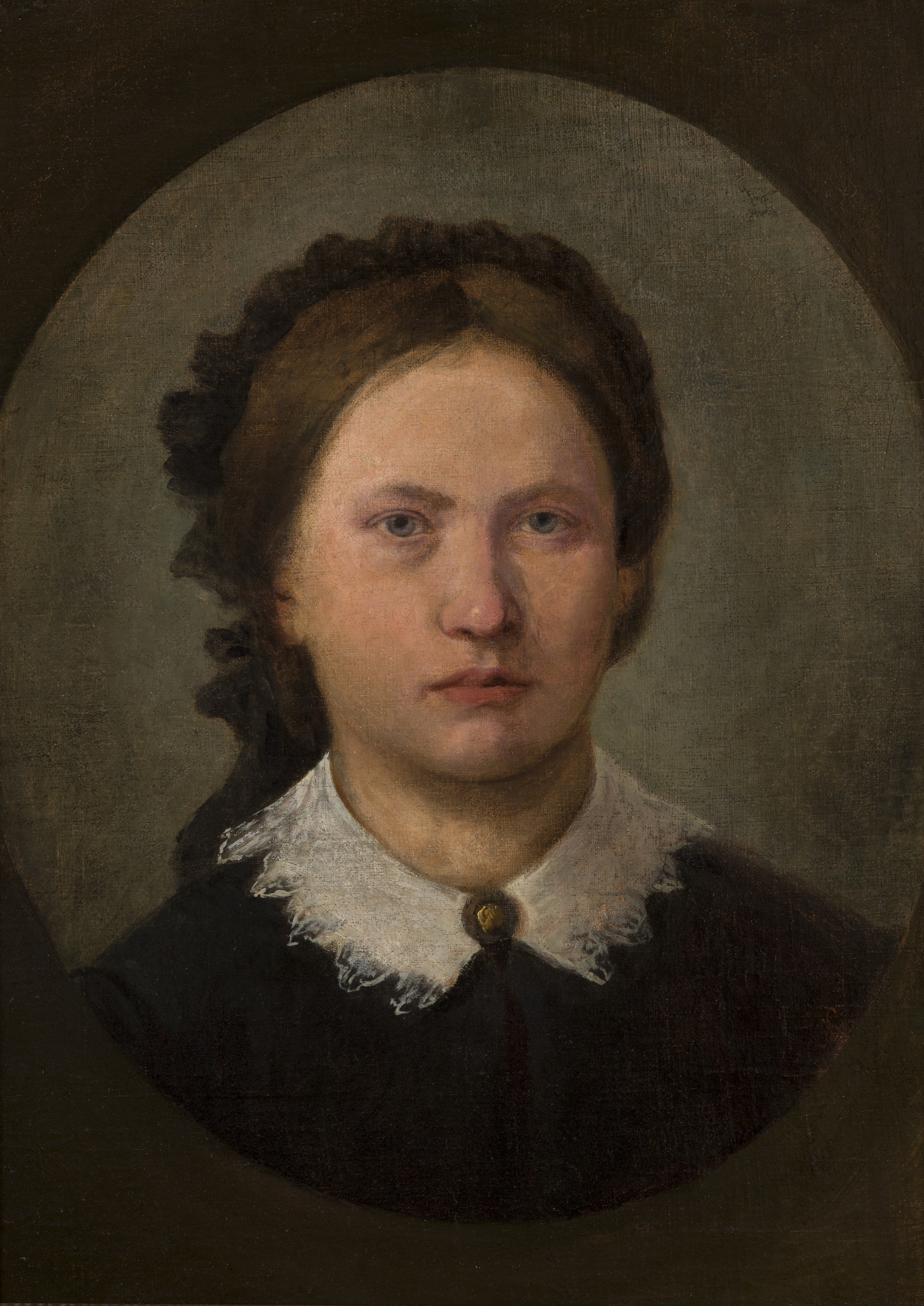
Portret siostry artysty, Karoliny, 1861–1865, Muzeum Narodowe w Krakowie
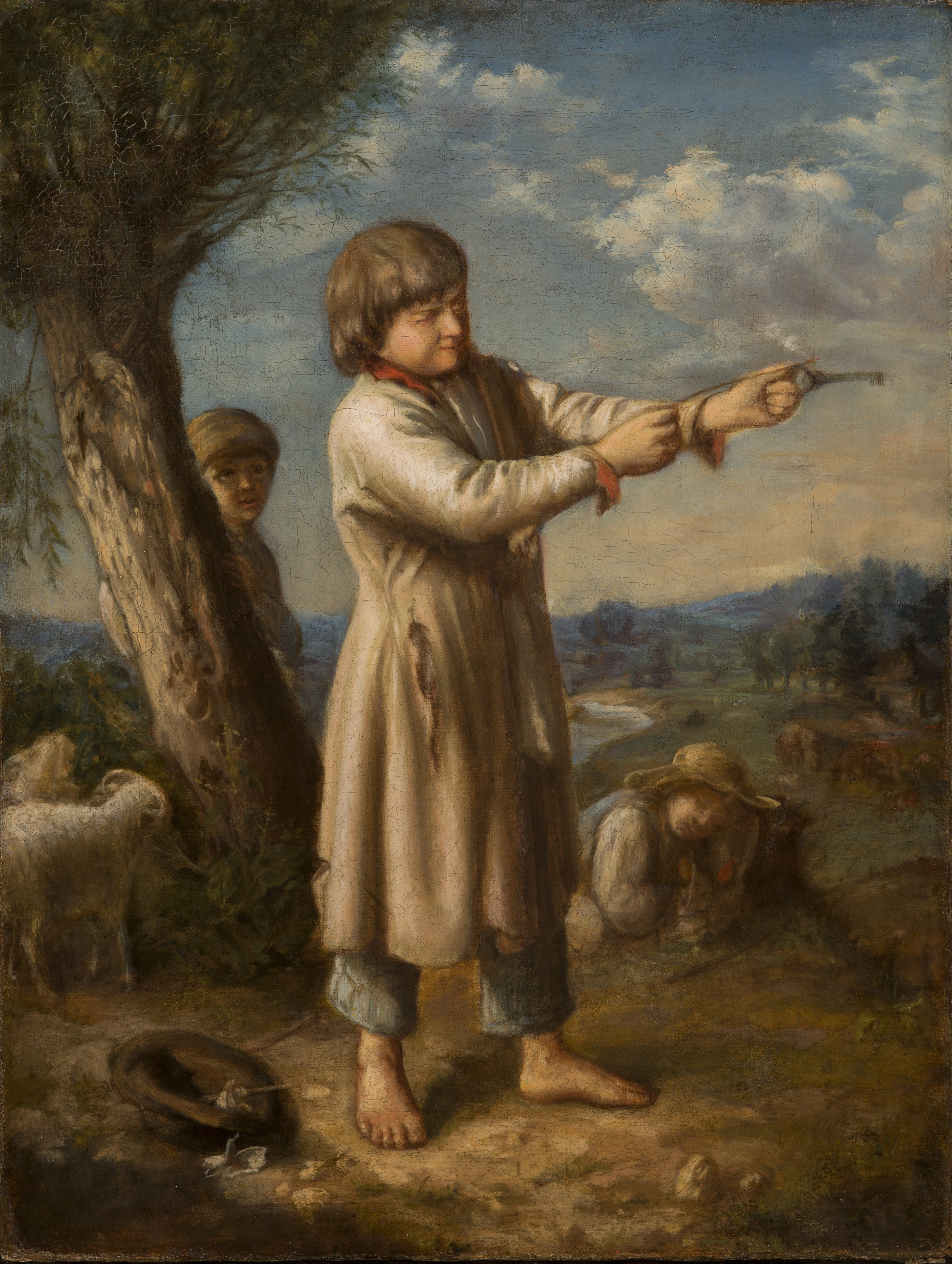
Chłopiec strzelający z klucza, przed 1863, Muzeum Narodowe w Krakowie
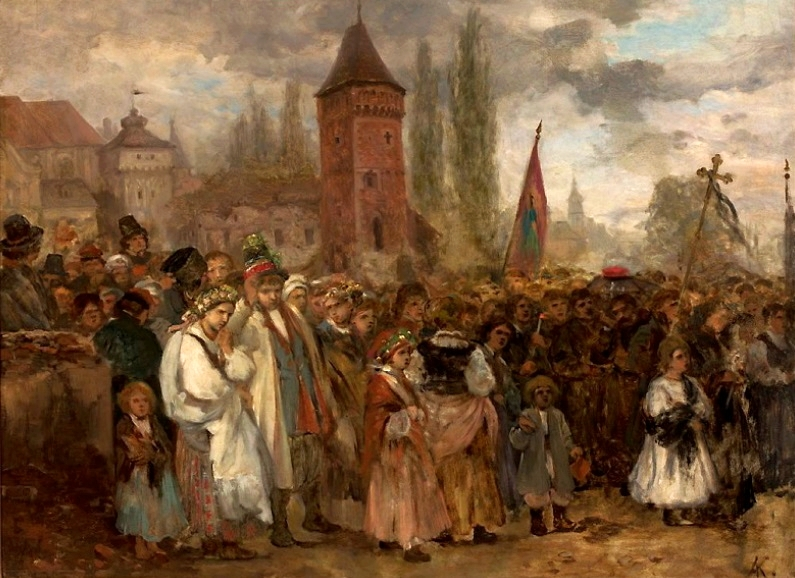
Pogrzeb i wesele z około 1864 roku, Muzeum Narodowe w Warszawie
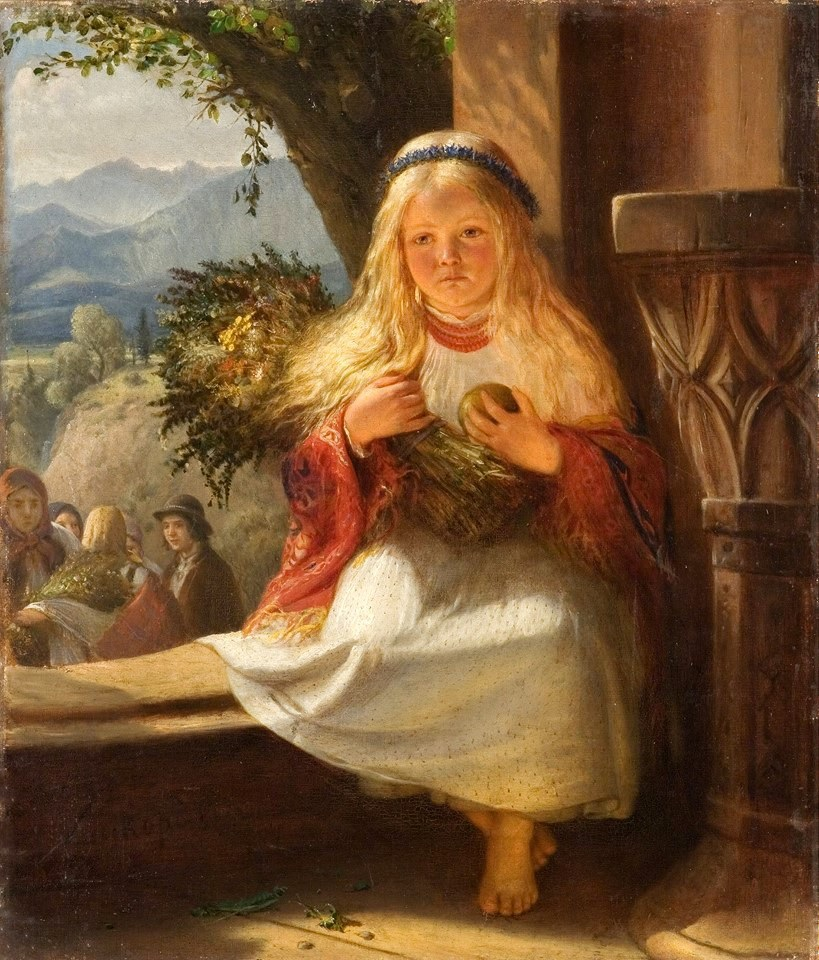
W święto Matki Boskiej Zielnej z 1869 roku, Muzeum Narodowe we Wrocławiu
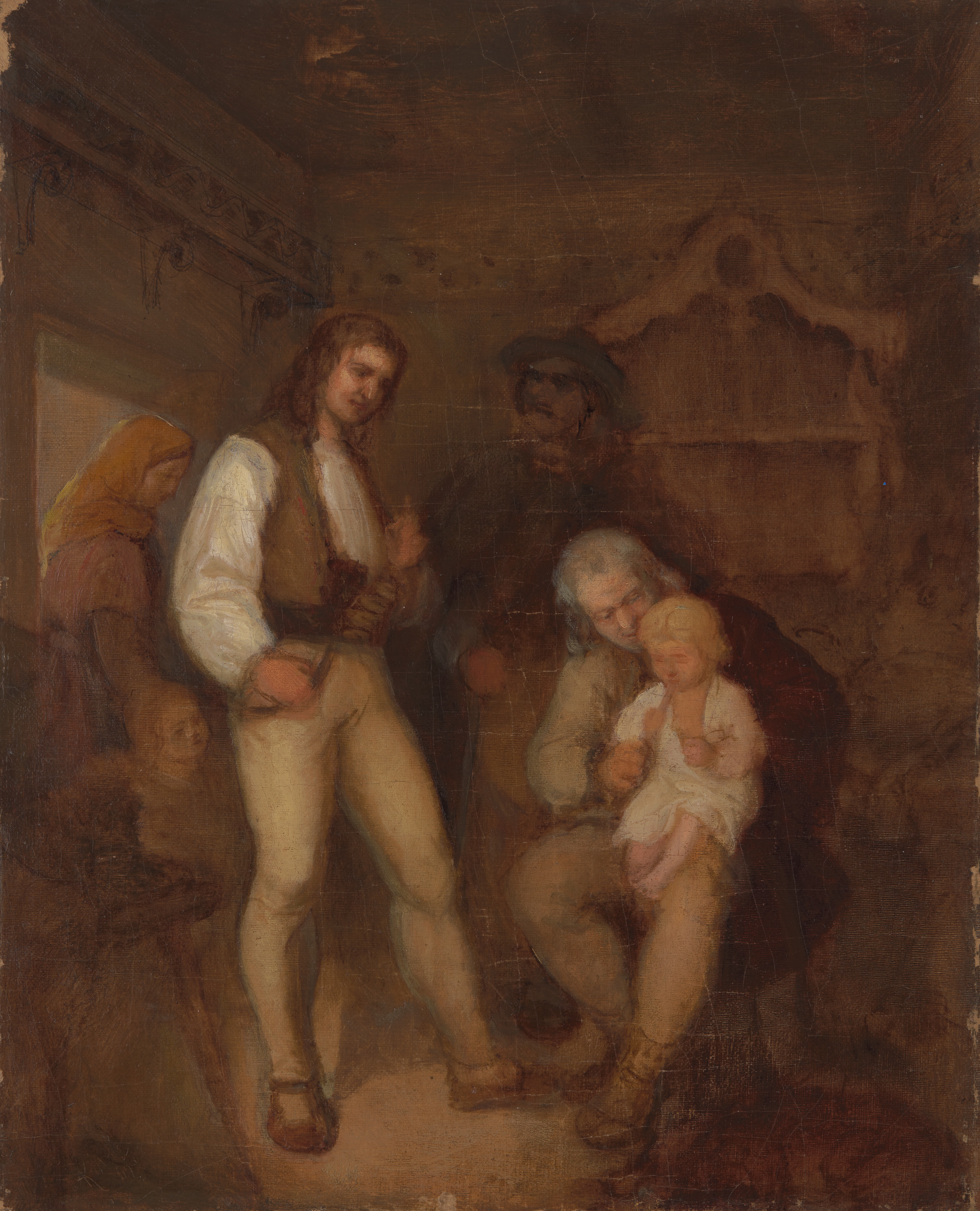
Rodzina góralska, 1869, Muzeum Narodowe w Krakowie
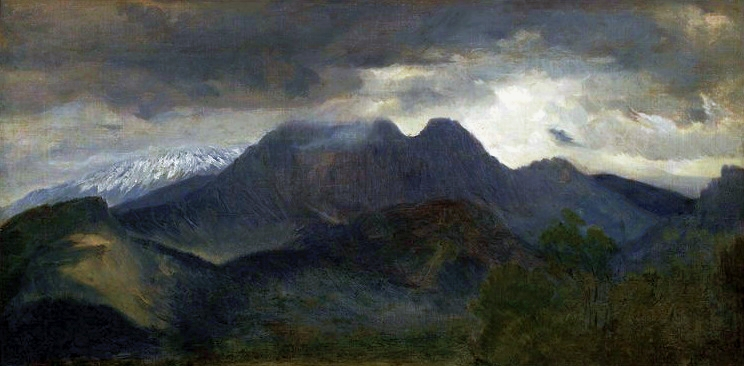
Tatry – widok na Giewont z 1870 roku, Muzeum Narodowe w Warszawie
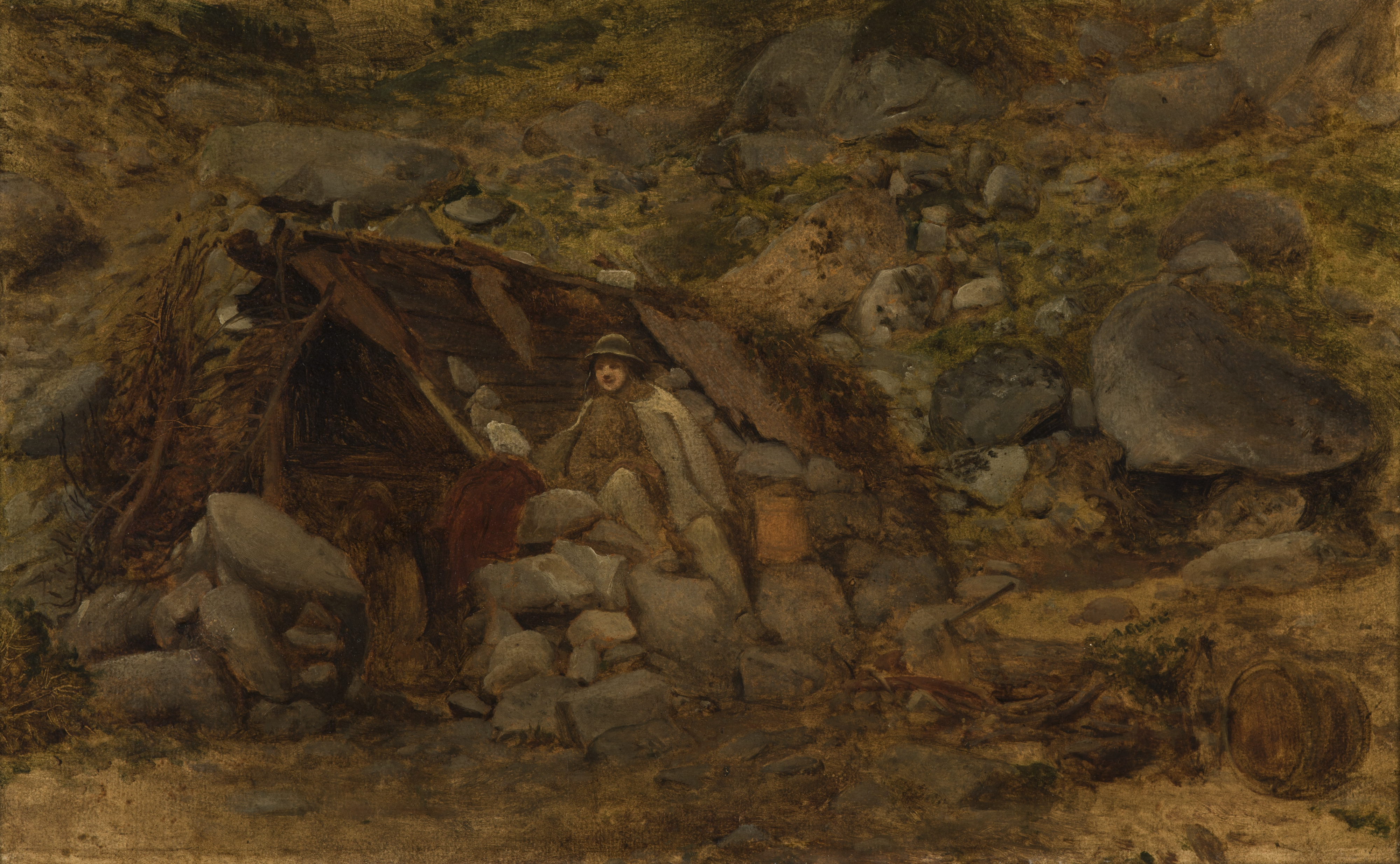
Góral przed szałasem, 1870, Muzeum Narodowe w Krakowie
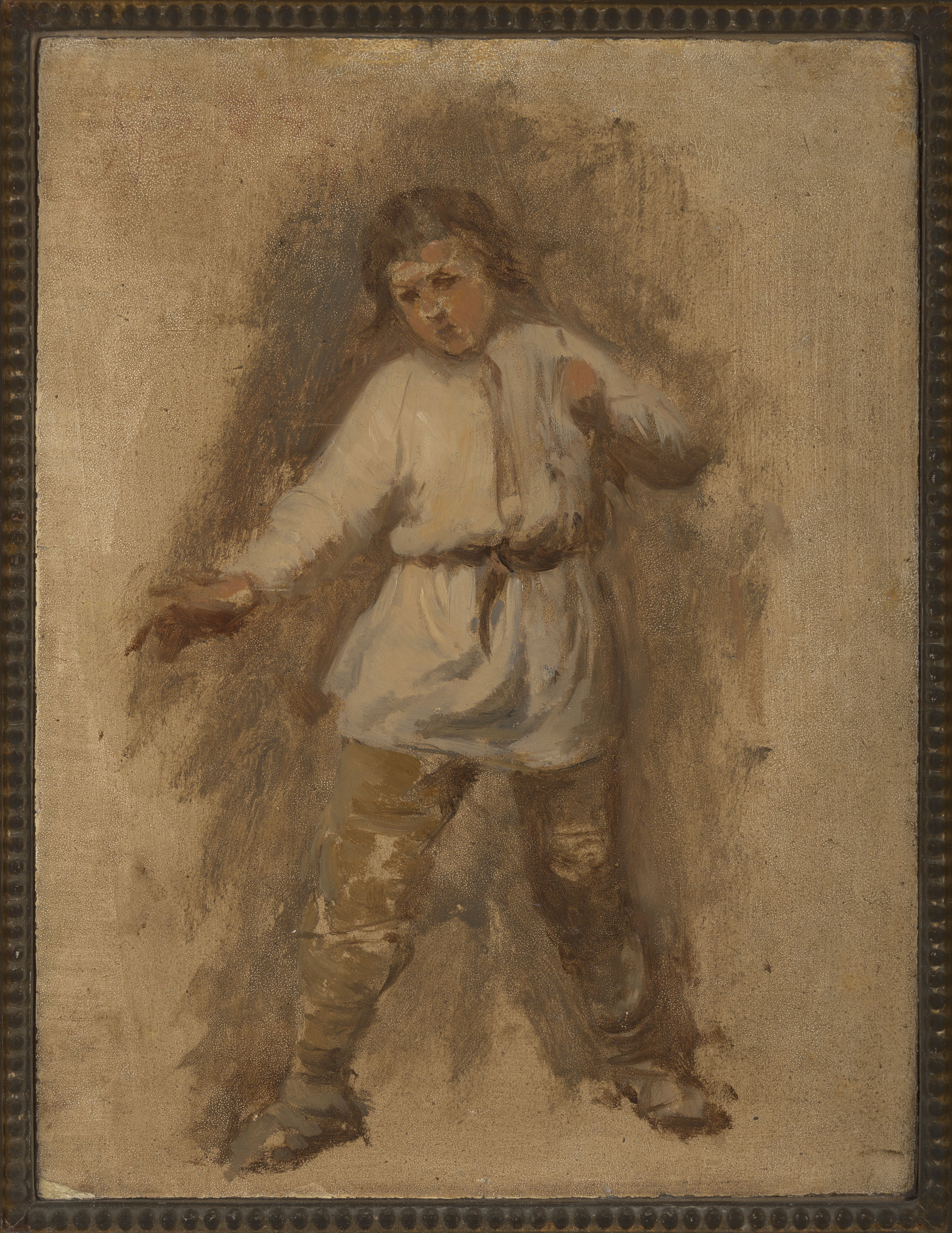
Chłopak wiejski, 1870, Muzeum Narodowe w Krakowie
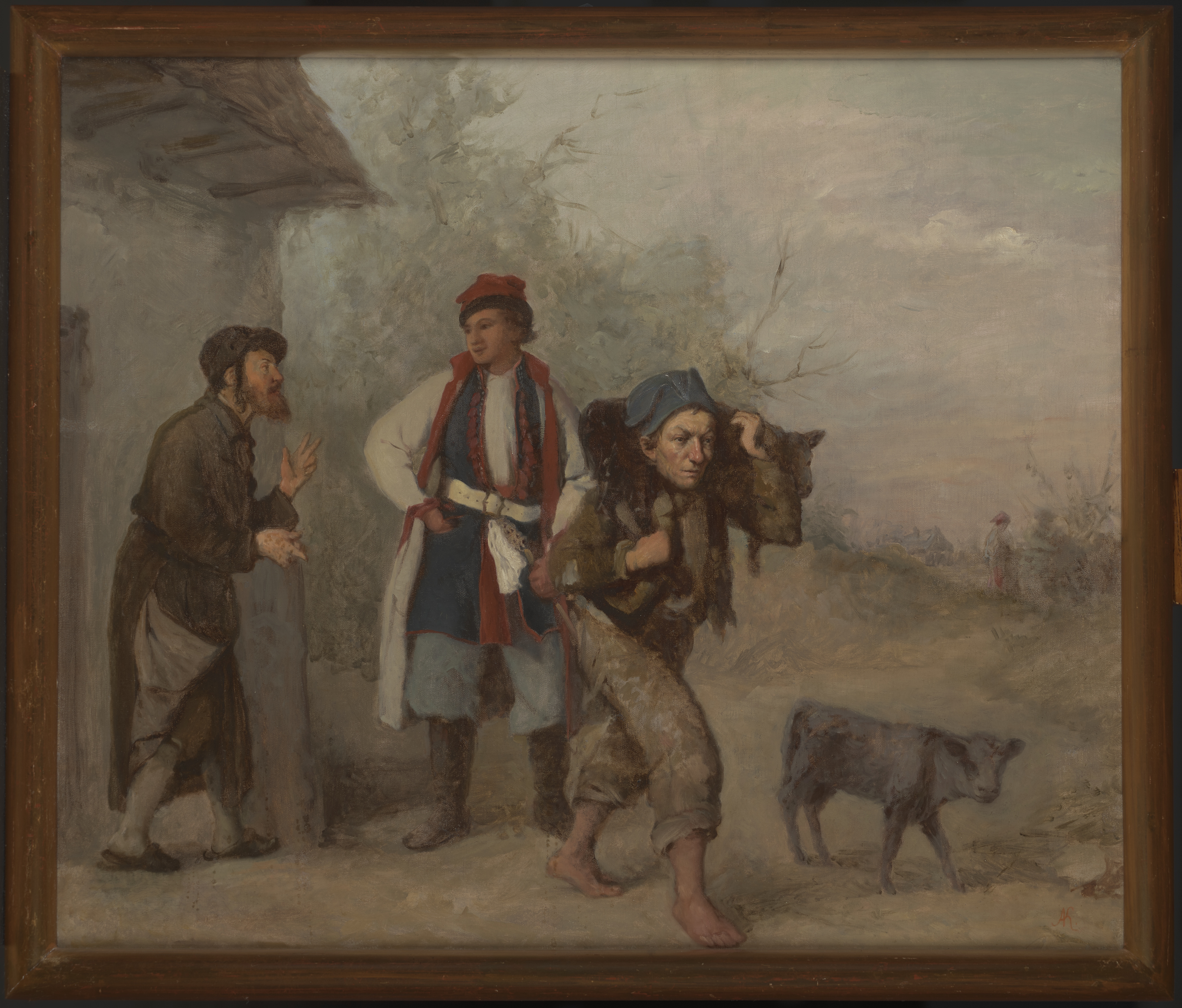
Targ o cielę, 1870, Muzeum Narodowe w Krakowie
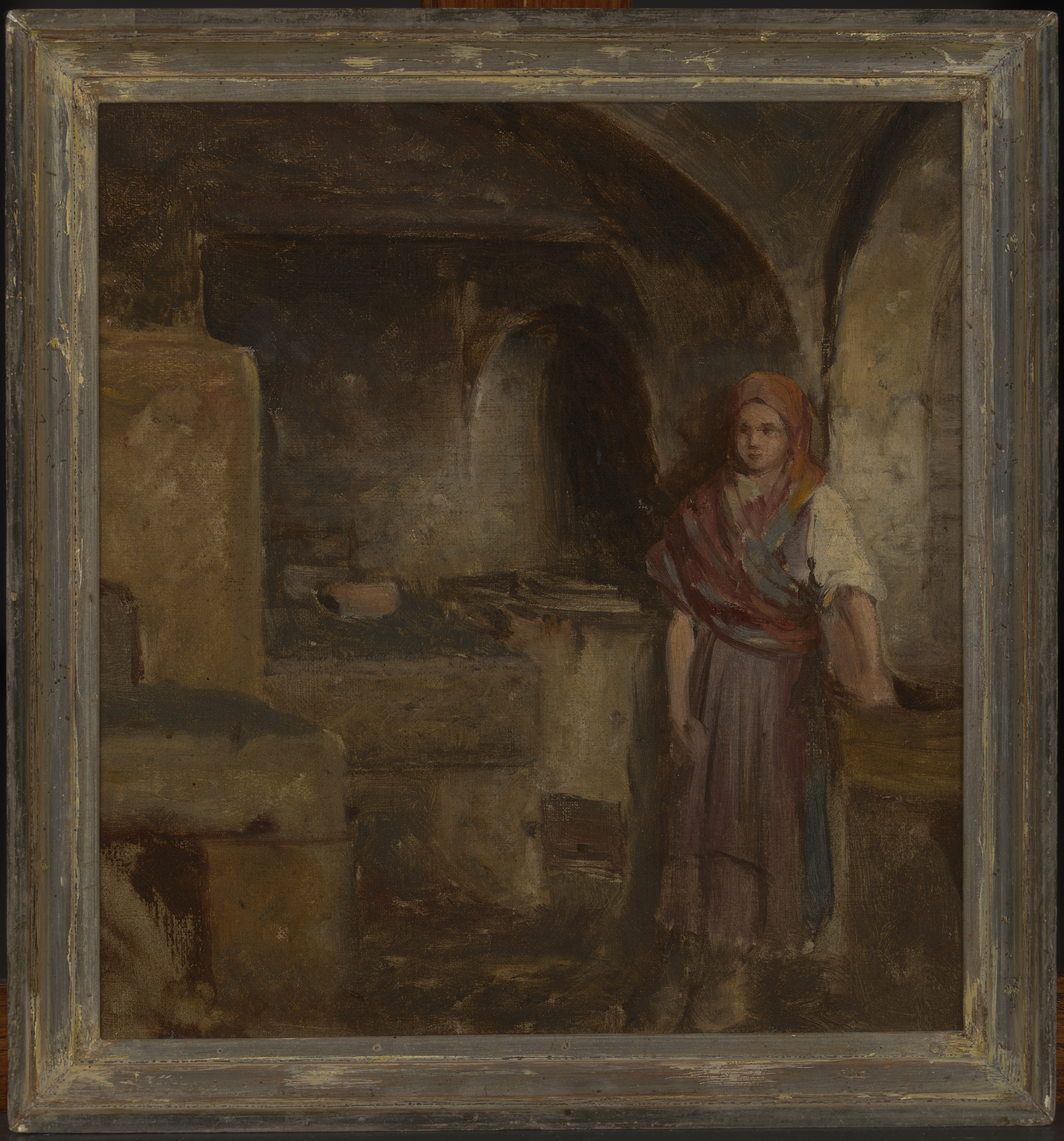
Dziewczyna w kuchni, 1870, Muzeum Narodowe w Krakowie
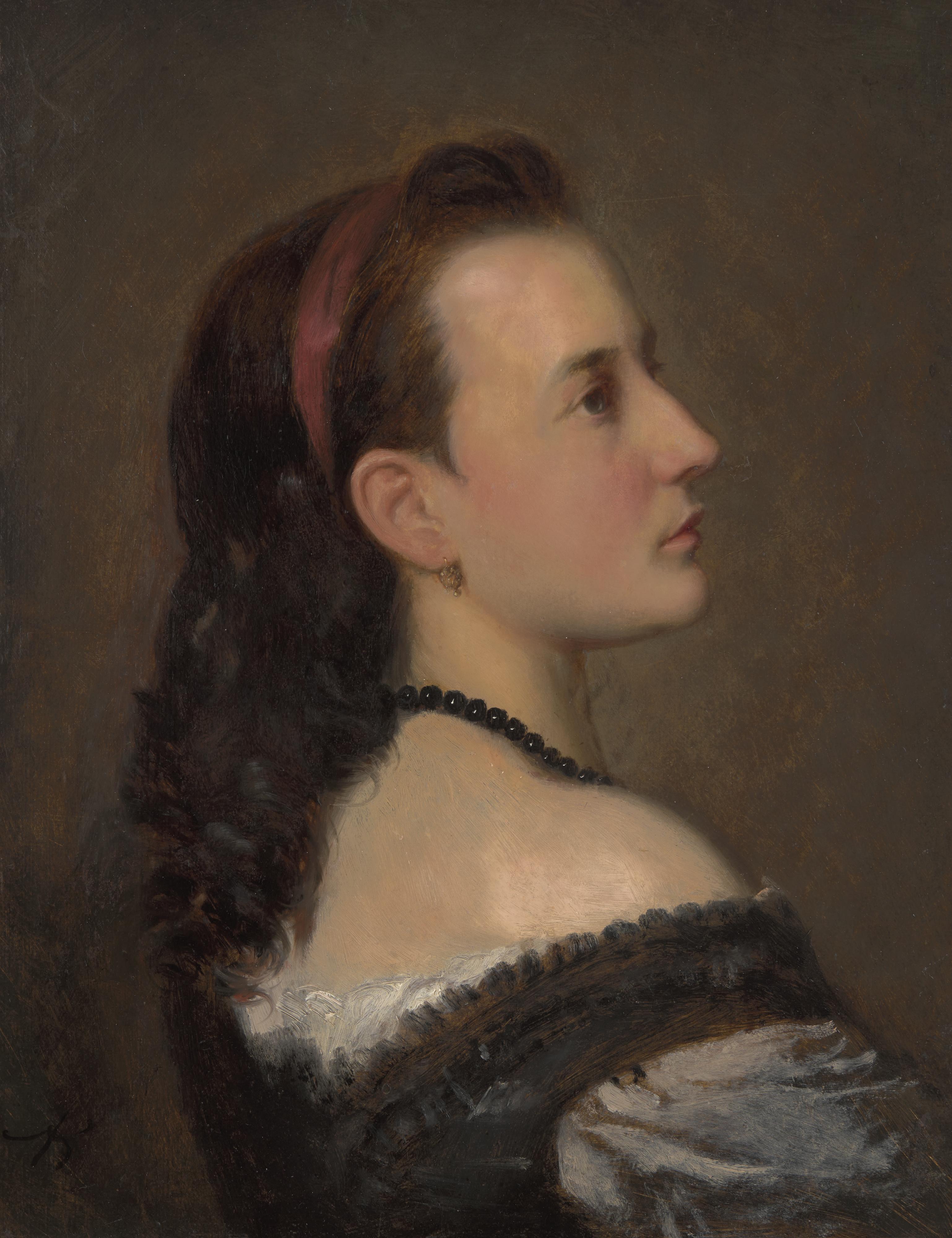
Portret młodej damy, 1870, Muzeum Narodowe w Krakowie
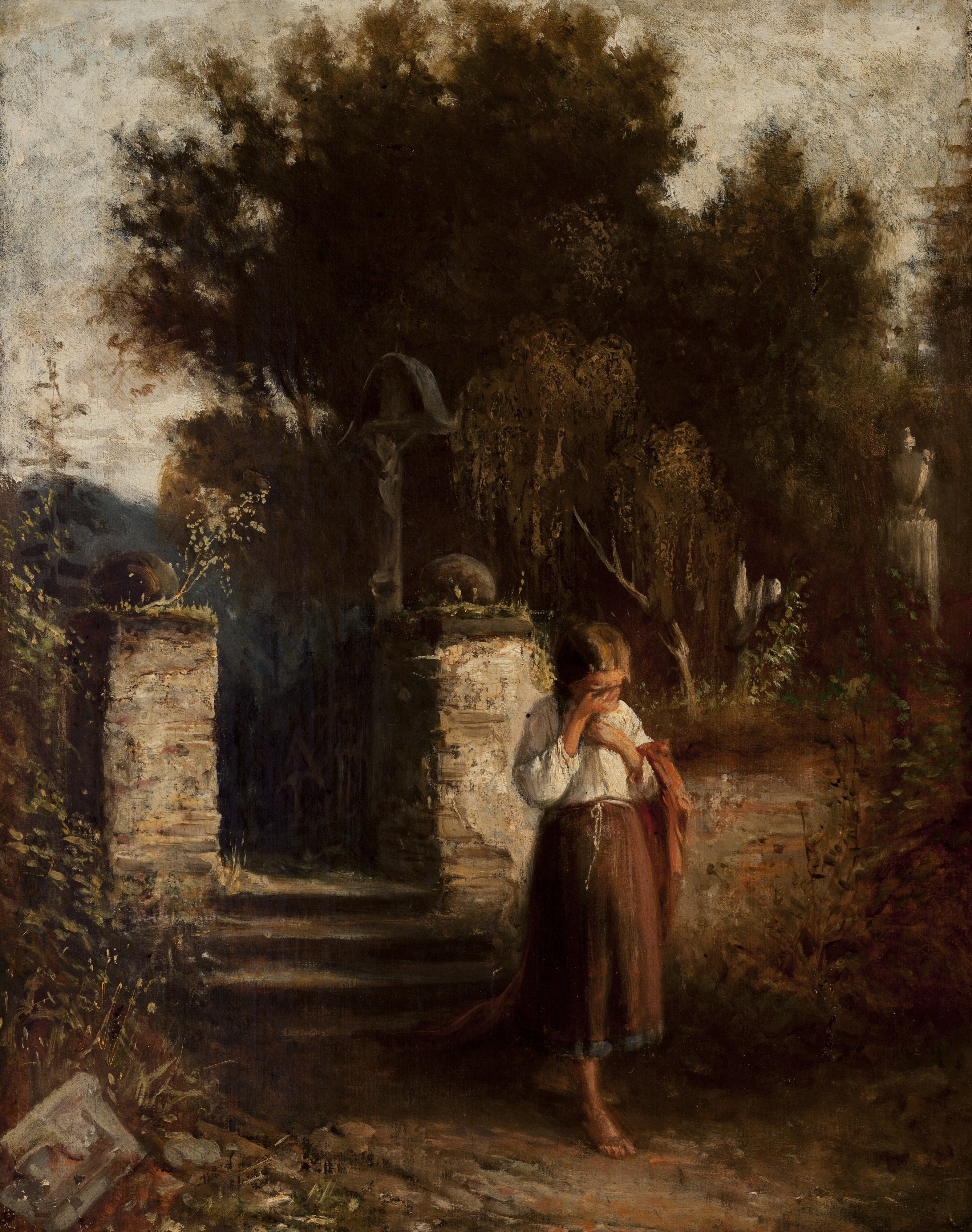
Sierotka, 1870, Muzeum Narodowe w Krakowie
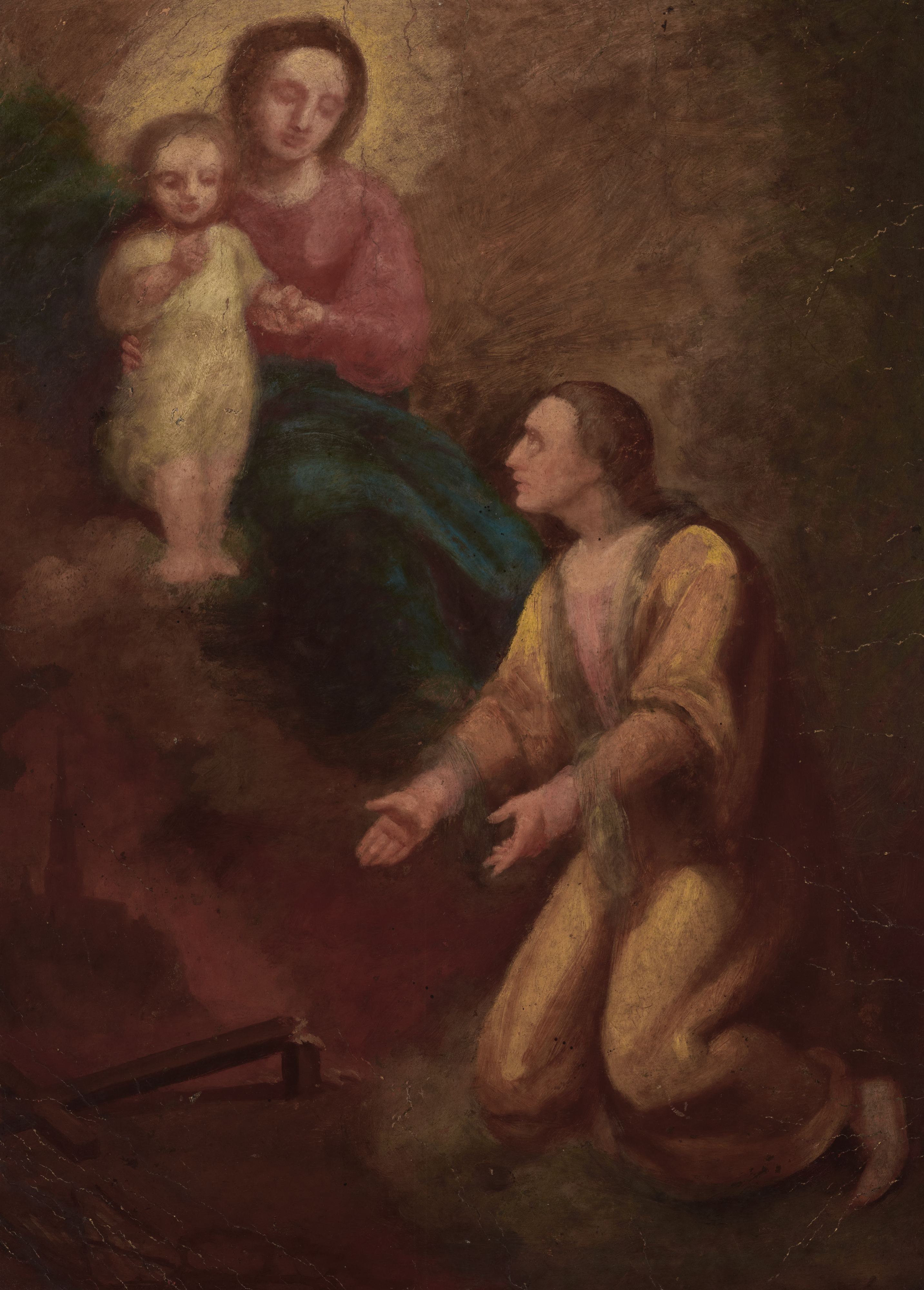
Św. Jan Kanty przed Matką Boską, 1870, Muzeum Narodowe w Krakowie
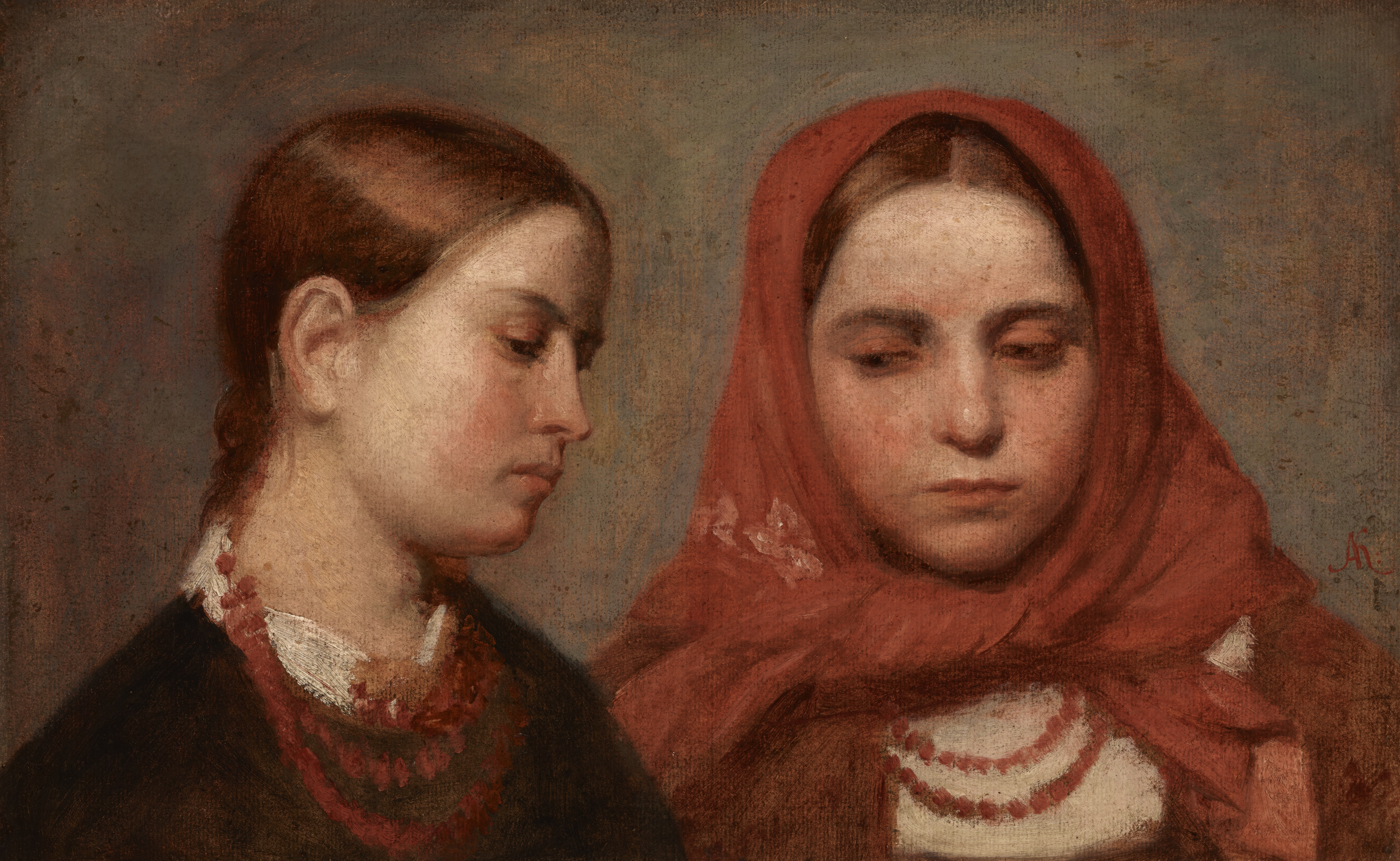
Głowy dwóch dziewcząt, 1870, Muzeum Narodowe w Krakowie
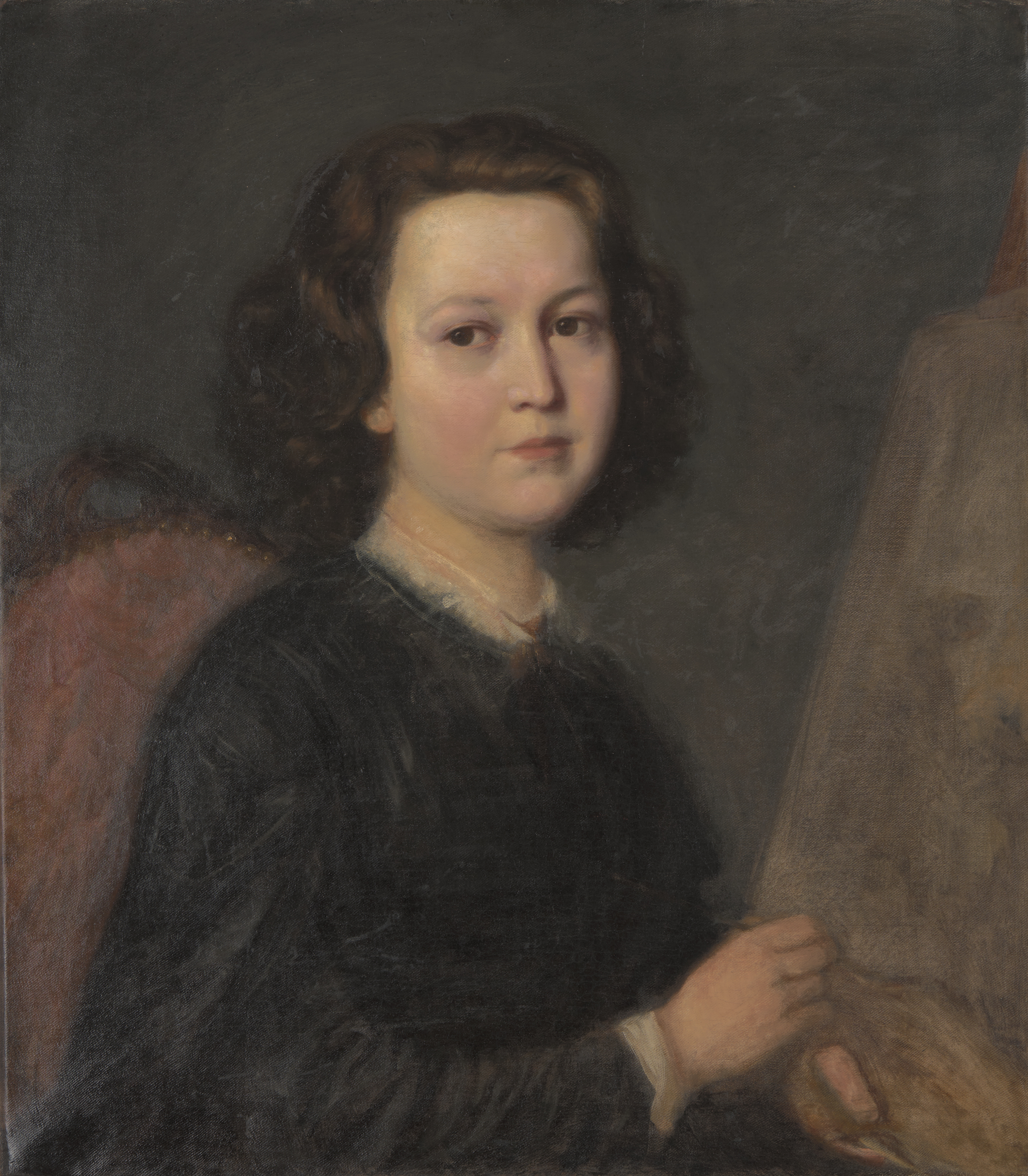
Portret malarki Józefiny Geppert (1870-1875), Muzeum Narodowe w Krakowie
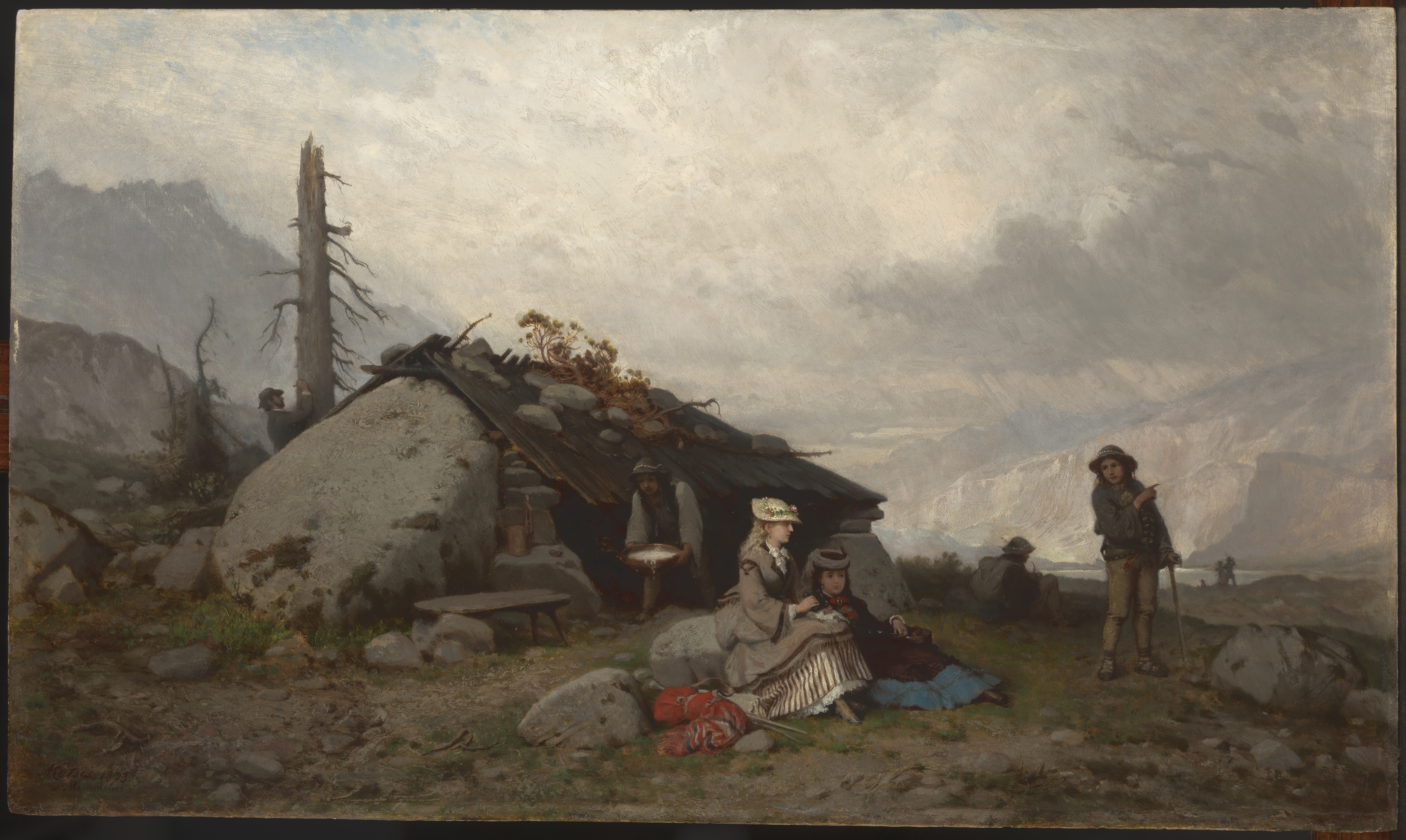
Wycieczka w Tatry (1873), Muzeum Narodowe w Krakowie
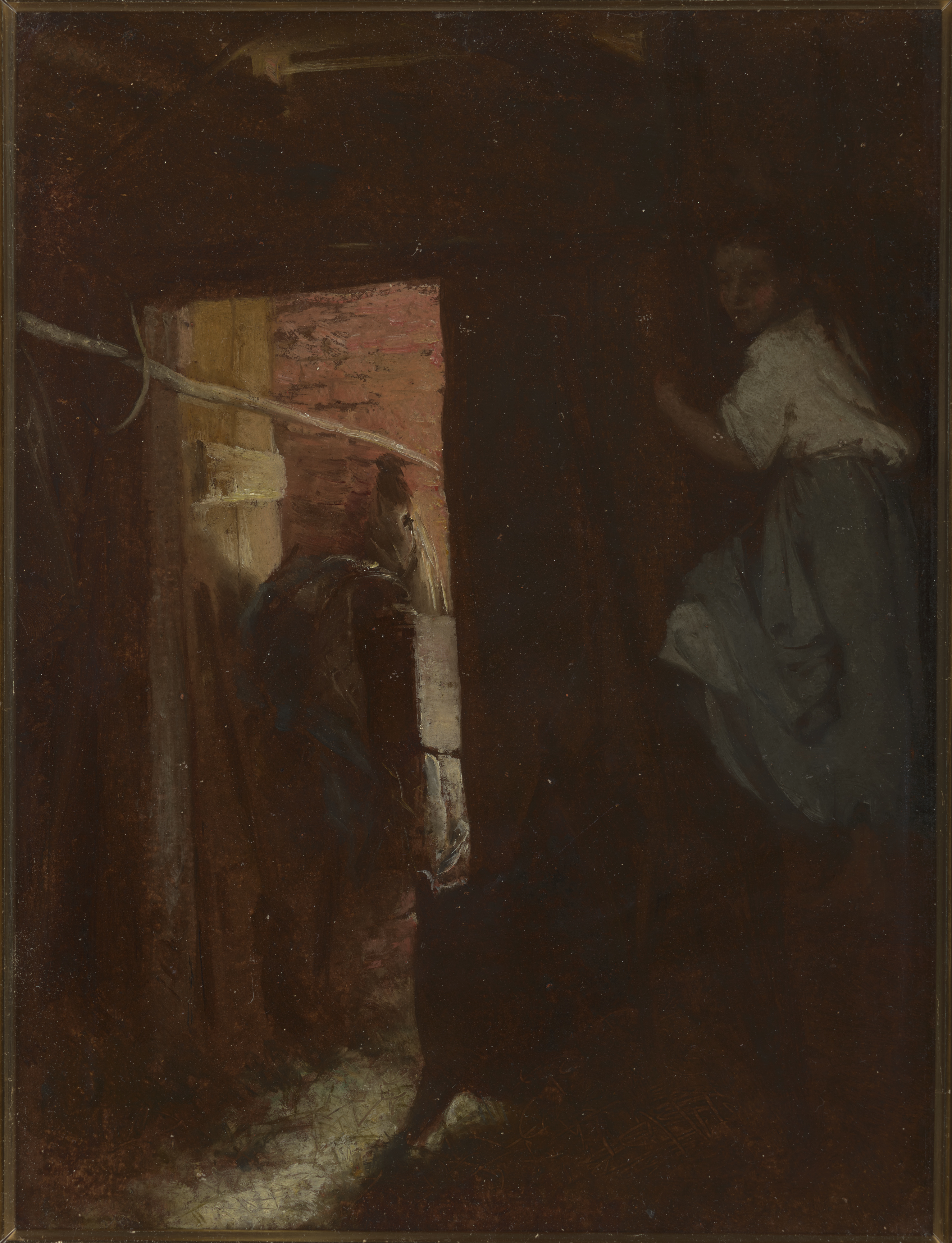
Wnętrze izby, 1870–1875, Muzeum Narodowe w Krakowie
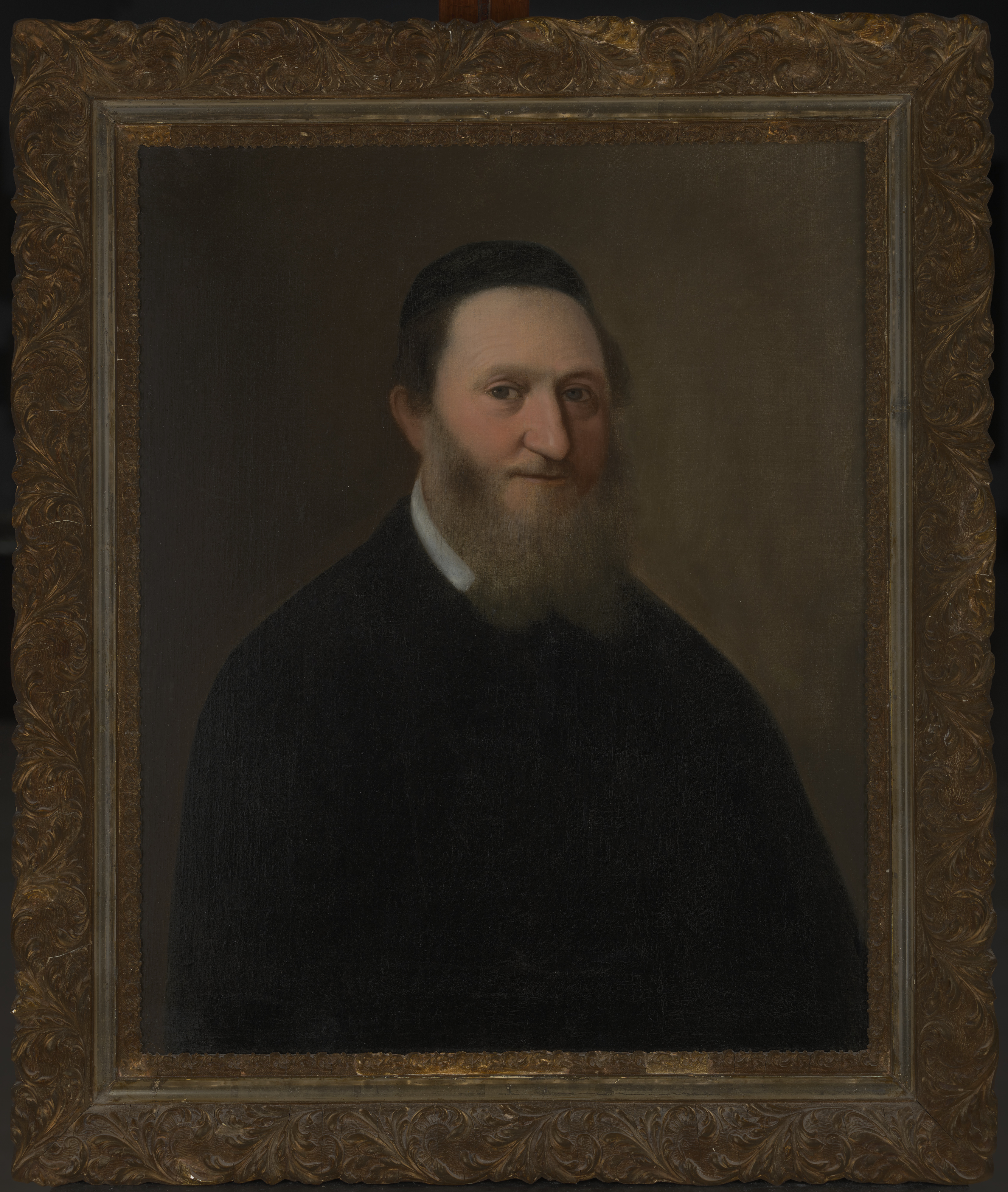
Portret Józefa Habera, 1870–1875, Muzeum Narodowe w Krakowie
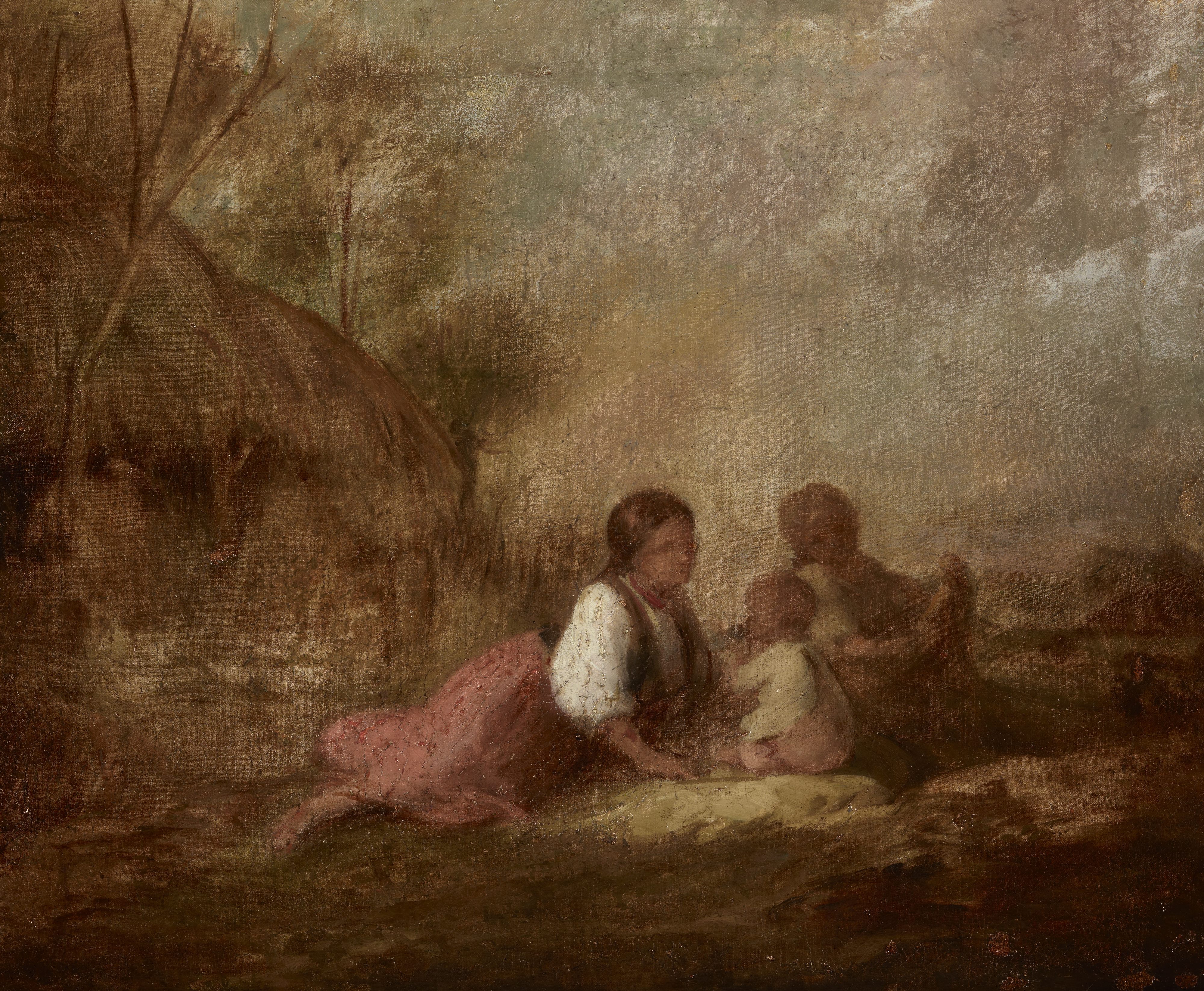
Sielanka, 1872, Muzeum Narodowe w Krakowie
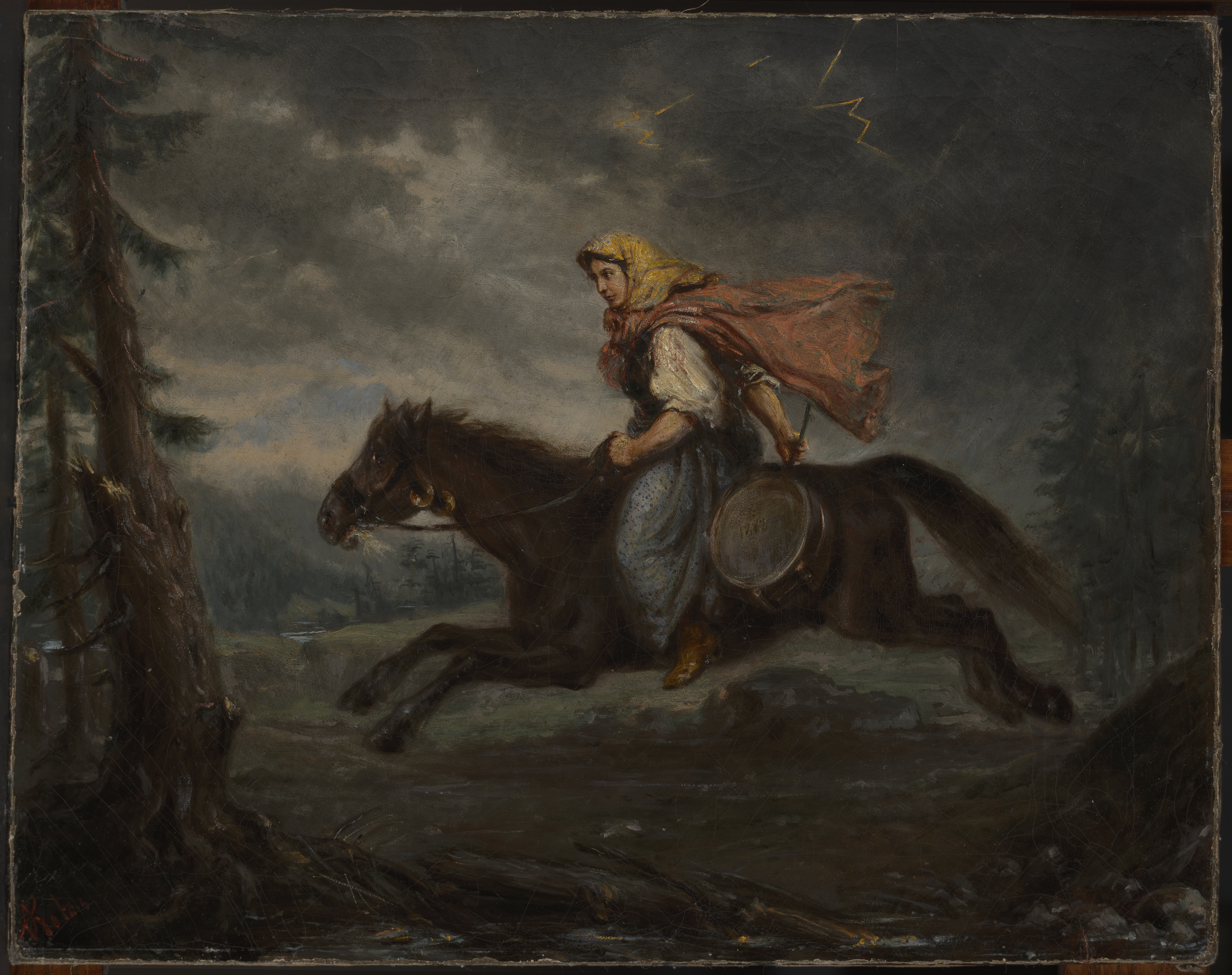
Góralka na koniu, 1872, Muzeum Narodowe w Krakowie